# Cedicoides
Cedicoides es un género de arañas araneomorfas de la familia Cybaeidae. Se encuentra en el Asia central.

## Lista de especies
Según The World Spider Catalog 12.0:
- Cedicoides maerens (Simon, 1889)
- Cedicoides parthus (Fet, 1993)
- Cedicoides pavlovskyi (Spassky, 1941)
- Cedicoides simoni (Charitonov, 1946)